# Москаленко, Виталий Юрьевич
Вита́лий Ю́рьевич Москале́нко (род. 30 июня 1974, Ашхабад) — российский легкоатлет, специалист по тройным прыжкам. Выступал за сборную России по лёгкой атлетике в первой половине 2000-х годов, победитель и призёр первенств национального значения, участник летних Олимпийских игр в Афинах. Представлял Московскую область и Москву. Мастер спорта России международного класса. Тренер по лёгкой атлетике и фигурному катанию.

## Биография
Виталий Москаленко родился 30 июня 1974 года в Ашхабаде, Туркменская ССР. Впоследствии проживал в Подольске, Московская область.
Занимался лёгкой атлетикой под руководством заслуженного тренера Евгения Михайловича Тер-Аванесова. Окончил Российский государственный университет физической культуры, спорта, молодёжи и туризма (2000).
Впервые заявил о себе на взрослом всероссийском уровне в сезоне 1999 года, когда в тройном прыжке выиграл серебряную медаль на зимнем чемпионате России в Москве — уступил здесь только титулованному Василию Сокову.
В 2001 году взял бронзу на чемпионате России в Туле.
В 2003 году одержал победу на зимнем чемпионате России в Москве и на летнем чемпионате России в Туле (во втором случае установил свой личный рекорд в тройных прыжках на открытом стадионе — 17,17 метра). Попав в основной состав российской национальной сборной, выступил на чемпионате мира в Париже, где показал результат 16,52 метра.
На чемпионате России 2004 года в Туле стал бронзовым призёром. Благодаря череде удачных выступлений удостоился права защищать честь страны на летних Олимпийских играх в Афинах — провалил все три попытки на предварительном квалификационном этапе и в финал не вышел.
После афинской Олимпиады Москаленко ещё в течение некоторого времени оставался действующим спортсменом и продолжал принимать участие в различных всероссийских стартах. Так, в 2006 году на зимнем чемпионате России в Москве он был четвёртым в тройном прыжке, установив при этом личный рекорд в закрытых помещениях — 17,04 метра.
За выдающиеся спортивные достижения удостоен почётного звания «Мастер спорта России международного класса».
По завершении спортивной карьеры работал тренером по лёгкой атлетике и фигурному катанию (в группе Нины Мозер). Заслуженный тренер России (2018).